# Cult of the Lamb
Cult of the Lamb é um jogo eletrônico de roguelike desenvolvido pela desenvolvedora independente Massive Monster e publicado pela Devolver Digital. O jogo foi lançado em 11 de agosto de 2022 para macOS, Nintendo Switch, PlayStation 4, PlayStation 5, Windows, Xbox One e Xbox Series X/S. O jogo segue um cordeiro que é salvo da morte por um estranho ser divino chamado "Aquele que Espera", e deve pagar sua dívida criando seguidores leais em seu nome.
Cult of the Lamb recebeu críticas geralmente positivas dos críticos após o lançamento, com elogios direcionados à sua jogabilidade e valor de repetição. Recebeu três indicações no 19º British Academy Games Awards, incluindo Melhor Jogo.

## Jogabilidade
Cult of the Lamb é centrado em torno de um cordeiro que tem a tarefa de formar um culto para apaziguar a divindade sinistra que salvou a vida do personagem do jogador. O jogador deve lançar cruzadas no estilo roguelike e aventurar-se nas cinco regiões do jogo para derrotar inimigos e aumentar o número de seguidores. O mundo, que é gerado aleatoriamente e contém elementos roguelike, contém recursos para coletar, vantagens e armas para coletar, inimigos na forma de cultistas rivais e não-crentes para lutar, e outros animais para resgatar; esses animais podem ser doutrinados no culto do jogador. Eles possuem aparências que podem ser alteradas e traços positivos e negativos, que podem afetar a forma como agem no culto ou como reagem às ações do jogador em relação ao culto.
O jogador pode gerenciar seus seguidores na vila de seu culto. Os seguidores podem receber tarefas na base, como coletar recursos, construir estruturas, adorar, realizar rituais, enviá-los para ajudar o jogador na batalha ou sacrificá-los, o que pode afetar as habilidades do jogador e o próprio culto. O jogador deve garantir que as necessidades de seus seguidores sejam atendidas, realizando sermões e rituais para reforçar sua fé, cozinhando alimentos para que sobrevivam, fornecendo-lhes abrigo e garantindo que a vila esteja limpa e higiênica. Caso contrário, os seguidores podem se voltar contra o jogador, espalhar a dissidência e, eventualmente, deixar o culto com outros seguidores; para evitar isso, o jogador pode sustentá-los, dar-lhes presentes, reeducá-los ou detê-los no pelourinho até que parem de discordar.

### Integração com a Twitch
O jogo tem integração com Twitch através da extensão Twitch "Companion of the Lamb". Os espectadores podem personalizar seu seguidor participando por meio de um "Sorteio de Seguidores", que (quando escolhido aleatoriamente) terá seu nome de usuário exibido acima do personagem o tempo todo. Outros recursos incluem a "Twitch Totem Bar", que permite que os espectadores contribuam com pontos do canal, resultando em uma recompensa aleatória para o jogador, e um evento "Ajudar ou Atrapalhar", onde eles podem votar para ajudar ou atrapalhar o progresso do jogador.

## Trama
Numa terra de falsos profetas, um Cordeiro (apelidado de Lambert), supostamente o último de sua espécie, é levado diante dos Quatro Bispos da Antiga Fé e sacrificado diante deles. Ao morrer, o Cordeiro é levado diante de “Aquele que Espera”, uma estranha divindade que está aprisionada em correntes. Aquele que Espera incumbe o Cordeiro de iniciar um culto em seu nome, dá ao Cordeiro uma coroa demoníaca e depois os ressuscita.
Auxiliado por Ratau, o precursor do Cordeiro, o Cordeiro então se instala nas ruínas de um templo e começa a estabelecer um culto em nome daquele que espera, a fim de derrotar os outros quatro bispos – Leshy, Heket, Kallamar e Shamura – e liberte-o. Depois de se estabelecer em seu culto, o Cordeiro se aventura em cruzadas, derrotando cada um dos Quatro Bispos e, ao mesmo tempo, expandindo o culto com seguidores, aumentando sua influência e os poderes do Cordeiro. Com a morte de cada Bispo, uma das quatro correntes que prendem Aquele que Espera se quebra, libertando finalmente a divindade. Durante a cruzada, os Quatro Bispos e Aquele que Espera falam com o Cordeiro em diferentes encontros.
À medida que o Cordeiro se aproxima progressivamente de seu objetivo final, Aquele que Espera informa ao Cordeiro que os Quatro Bispos o traíram e aprisionaram, e que ele pretende governar o culto e o mundo enquanto os refaz à sua imagem. No entanto, durante a cruzada do Cordeiro contra Shamura, Shamura revela a identidade daquele que espera: “Narinder”. Shamura também informa ao Cordeiro que Narinder não era apenas o Quinto Bispo da Antiga Fé, mas também era seu irmão e igual, tendo governado o reino da Morte. Shamura lamenta ao Cordeiro, confessando que milênios antes, Narinder havia se tornado ambicioso e estava descontente com seu papel como bispo. Shamura, cego pelo amor deles por Narinder, tentou ajudá-lo ensinando-lhe ideias de mudança, embora os ensinamentos de Shamura fossem "muito antinaturais" para Narinder, como afirmou Shamura. No final das contas, Narinder traiu os Bispos, o que forçou Shamura e os outros a prendê-lo. Antes da batalha final, Shamura avisa O Cordeiro que Narinder virá buscá-los quando todos os Bispos estiverem mortos.
Depois que Shamura é derrotado, Aquele que Espera instrui O Cordeiro a visitá-lo em seu reino para devolver a coroa demoníaca e ser sacrificado em seu nome. Com a ajuda de seus seguidores, O Cordeiro abre o portal final e segue diante daquele que espera. O Cordeiro é então instruído a se ajoelhar e ser sacrificado diante de seus seguidores, para que Aquele que Espera possa retomar sua coroa e obter seu lugar como deus do mundo. O jogador tem então a opção de se sacrificar para cumprir a profecia ou rejeitar fazê-lo. Se o jogador aceitar, Aquele que Espera é libertado e posteriormente tortura O Cordeiro antes de matá-lo, encerrando o jogo.
Se o jogador recusar, uma batalha final acontecerá entre O Cordeiro e os seguidores de Aquele que Espera, Baal e Aym. Assim que os seguidores são derrotados, Aquele que Espera tenta matar o próprio Cordeiro. Após a primeira derrota, Aquele que Espera provoca o Cordeiro e se transforma enquanto puxa o Cordeiro para uma paisagem infernal, tentando matá-los na frente de seus seguidores pela segunda vez. Se O Cordeiro derrotar Aquele que Espera novamente, ele será destituído de seus poderes e se transformará em uma criatura semelhante a um seguidor chamada Narinder. Narinder então admite a derrota e inveja o Cordeiro, e o jogador tem a opção de poupar Narinder ou matá-lo. Se o jogador decidir matar Narinder, Narinder afirma que O Cordeiro não é diferente do que era antes de ser morto posteriormente. No entanto, se o jogador decidir poupar Narinder, Narinder pode ser doutrinado no culto como um seguidor imortal e insulta o Cordeiro por ser fraco. Qualquer uma das opções resulta no resgate dos seguidores do Cordeiro e no retorno do Cordeiro ao seu culto, e o jogo termina.

## Desenvolvimento
Cult of the Lamb é desenvolvido pela Massive Monster, um estúdio independente australiano de desenvolvimento de jogos que também criou The Adventure Pals, Never Give Up e Unicycle Giraffe. Financiamento adicional para o desenvolvimento foi fornecido através do Fundo de Produção Vitoriano da VicScreen. Cult of the Lamb foi anunciado oficialmente na Gamescom em agosto de 2021 e lançado em 11 de agosto de 2022.
O primeiro evento limitado pós-lançamento, Blood Moon Festival, durou de 24 de outubro a 10 de novembro de 2022.
Duas ondas de grandes atualizações gratuitas de conteúdo pós-lançamento do jogo estão programadas para serem lançadas em 2023. A primeira onda, intitulada Relíquias da Velha Fé, foi lançada em 24 de abril de 2023 e adicionou um novo enredo pós-jogo com uma nova campanha de cruzada, um modo de foto e adições e melhorias na mecânica de combate e gerenciamento de culto do jogo.
Em agosto de 2023, o jogo fez um crossover com "Don't Starve Together" da Klei Entertainment.

## Recepção
| Recepção                  | Recepção                                       |
| Pontuações agregadas      | Pontuações agregadas                           |
| Fonte                     | Avaliação                                      |
| ------------------------- | ---------------------------------------------- |
| Metacritic                | NS: 79/100 PC: 82/100 PS5: 86/100 XSXS: 88/100 |
| Avaliações da crítica     |                                                |
| Fonte                     | Avaliação                                      |
| Destructoid               | 8.5/10                                         |
| Electronic Gaming Monthly | [ 25 ]                                         |
| Game Informer             | 8/10                                           |
| Game Revolution           | [ 27 ]                                         |
| GameSpot                  | 9/10                                           |
| IGN                       | 8/10                                           |
| Nintendo Life             | [ 30 ]                                         |
| PC Gamer                  | 82/100                                         |
| Shacknews                 | 8/10                                           |
| TouchArcade               | 3.5/5                                          |
| Push Square               | [ 34 ]                                         |
| Slant Magazine            | [ 35 ]                                         |
| The Guardian              | [ 36 ]                                         |

### Críticas
Cult of the Lamb recebeu críticas "geralmente favoráveis", de acordo com o agregador de críticas Metacritic.     GameSpot elogiou o combate, chamando-o de "ritmo rápido, fluido e divertido", ao mesmo tempo que ficou surpreso com a quantidade de personalização e escolha do jogador, o que por sua vez torna o jogo "muito reproduzível". Nintendo Life gostou da variedade presente no rastreamento de masmorras, escrevendo: "Novos layouts e carregamentos de equipamentos mantêm cada corrida única, enquanto suas batalhas intensas e caóticas exigem toda a sua atenção". Destructoid sentiu que o jogo tutorializou sua mecânica adequadamente, "Mais uma vez, para todos os elementos que entram em jogo, Cult of the Lamb apresenta tudo de uma forma digerível". PC Gamer comparou o jogo à série Animal Crossing, dizendo que é como "se Tom Nook ansiasse por poder em vez de dinheiro", e gostou das maneiras pelas quais o jogador poderia gerenciar seu culto, escrevendo que poderia ser complicado, "mas nunca ameaça ser avassalador". IGN elogiou a forma como equilibrou temas macabros com "vibrações fofas de desenho animado".
Embora gostasse da premissa, Game Informer criticou o quão difícil era encontrar tempo para personalizar o culto, "com tantos itens cosméticos incluídos na fórmula, fiquei desapontado ao ver como raramente tive tempo para me concentrar neles". O Washington Post não gostou do combate, sentindo que muitas vezes ele se transformava em uma bagunça confusa, "a perspectiva 2,5D do jogo tornaria difícil avaliar onde você está, mesmo que não estivesse deslizando constantemente por todo o campo de batalha". Polygon gostou dos personagens que o jogador poderia encontrar nas masmorras, dizendo que eles eram "genuinamente interessantes, com suas histórias de fundo ofuscadas e aprimoradas por seus charmosos designs de livro ilustrado". Eurogamer elogiou o estilo artístico do jogo, observando que parecia "o melhor do desenho animado nova-iorquino".

### Vendas
Cult of the Lamb vendeu um milhão de unidades na primeira semana de lançamento.
| Data                   | Premiação                        | Categoria                              | Resultado | Ref.          |
| ---------------------- | -------------------------------- | -------------------------------------- | --------- | ------------- |
| 5 de outubro de 2022   | Australian Game Developer Awards | Jogo do Ano                            | Venceu    | [ 41 ]        |
| 5 de outubro de 2022   | Australian Game Developer Awards | Excelência em Música                   | Venceu    | [ 41 ]        |
| 5 de outubro de 2022   | Australian Game Developer Awards | Excelente em Arte                      | Venceu    | [ 41 ]        |
| 5 de outubro de 2022   | Australian Game Developer Awards | Excelência em Jogabilidade             | Venceu    | [ 41 ]        |
| 22 de novembro de 2022 | Golden Joystick Awards           | Melhor Design Visual                   | Nomeado   | [ 42 ] [ 43 ] |
| 22 de novembro de 2022 | Golden Joystick Awards           | Melhor Jogo Independente               | Venceu    | [ 42 ] [ 43 ] |
| 8 de dezembro de 2022  | The Game Awards                  | Melhor Jogo Independente               | Nomeado   | [ 44 ]        |
| 17 de janeiro de 2023  | New York Game Awards             | Prêmio Big Apple de Melhor Jogo do Ano | Nomeado   | [ 45 ]        |
| 30 de março de 2023    | British Academy Games Awards     | Melhor Jogo                            | Nomeado   | [ 46 ]        |
| 30 de março de 2023    | British Academy Games Awards     | Game Design                            | Nomeado   | [ 46 ]        |
| 30 de março de 2023    | British Academy Games Awards     | Propriedade Original                   | Nomeado   | [ 46 ]        |
| 24 de abril de 2023    | Gayming Awards                   | Jogo do Ano                            | Venceu    | [ 47 ]        |